# Ишкашимский язык
Ишкаши́мский язы́к (ишкаш. škošmi zəvůk) — индоевропейский язык иранской группы.
На этом языке говорят ишкашимцы, компактно проживающие в нескольких кишлаках в районе Ишкашим в Горном Бадахшане. При этом большинство населения ишкашимцы составляют только в кишлаках Рын и Верхний Рын, где суммарно проживает порядка 350—400 носителей языка. В целом же этнически в районе преобладают ваханцы и горонские таджики, часто называющие ишкашимцев рынцами, а их язык, соответственно, рынским (rani zik — вах.). Несколько ишкашимских семей (150—200 человек) также проживает в кишлаке Сумджин, остальные же носители рассеяны по разным городам Таджикистана и сопредельных стран. Согласно альтернативным данным, численность ишкашимцев на сегодняшний день может достигать 1500 человек.

## Социолингвистическая ситуация
Топонимика района Ишкашим и соседнего Султан Ишкашим в Афганистане свидетельствует о том, что некогда ишкашимский вместе с его диалектами был доминирующим языком данной местности. Вместе с тем, значительный массив общей с ваханским лексики и широкая практика вахано-ишкашимских межэтнических браков подразумевает, что симбиотический тип сосуществования с другими языками региона уже давно стал для ишкашимского традиционным и в значительной степени является залогом его выживания. Между тем, в последних исследованиях Архивная копия от 7 июня 2012 на Wayback Machine отмечается тенденция к размыванию ишкашимского этноса таджикским. Иными словами, если ишкашимец берёт в жены ваханку из высокогорного селения Намадгут, то языком домашнего общения в подавляющем большинстве случаев останется ишкашимский, в то время как в таджико-ишкашимских семьях чаще встречается переход на таджикский. Данная тенденция наиболее сильно проявляет себя в Сумджине. Примечательно, что традиционная практика вахано-ишкашимского языкового союза подразумевает, что жена-ваханка не вполне отказывается от родного языка, нередко прибегая к нему в общении с детьми. Именно поэтому ишкашимцы традиционно являются по меньшей мере билингвами, хотя для взрослого населения региона также характерно беглое владение таджикским, шугнанским, а для мужчин и русским языками. В отдельных случаях этот список может дополняться рушанским, дари и даже киргизским. В этой пирамиде наблюдается некоторая иерархия престижа с таджикским на вершине и ишкашимским в основании, что обуславливает сужение области употребления ишкашимского к сфере внутрисемейного общения. В Рыне ишкашимский используется и за пределами дома в разговоре между соседями.

## Степень сохранности
Несмотря на то, что на сегодняшний день ишкашимский внесён в красную книгу языков на грани исчезновения Архивная копия от 13 февраля 2015 на Wayback Machine, составленную ЮНЕСКО, никаких мер по сохранению и развитию языка со стороны правительства Таджикистана не предпринимается. 
По оценкам самих носителей, число этнических ишкашимцев на сегодняшний день составляет порядка 1200—1400 человек. Это в целом соответствует данным о темпах роста населения в регионе и свидетельствует о высокой степени сохранности языка. При этом численность соседствующих этнических групп (ваханской, шугнанской и таджикской) также растёт. Пока пропорциональное соотношение представителей этносов в регионе не меняется, корректнее называть ишкашимский миноритарным языком, нежели исчезающим или выходящим из употребления.

Ишкашимский язык является бесписьменным, хотя местные энтузиасты пытаются издавать книги на родном языке, используя в качестве алфавита либо знаки иранистической фонетической транскрипции на основе монографии Т. Н. Пахалиной «Ишкашимский язык», либо видоизменённый таджикский алфавит с дополнительными диакритическими знаками для обозначения фонем, не представленных в таджикском.

## Генетическое родство
Представлен в виде трёх диалектов: собственно ишкашимского, сангличского и зебакского, причём в иранистике существует тенденция к присвоению зебакскому статуса одного из нижних говоров сангличского. Одновременно существует тенденция к разделению всех трёх на относительно независимые языки, объединённые большой степенью родства. Среди других памирских языков ишкашимский типологически наиболее близок ваханскому, на что указывают значительные сходства в фонетике, грамматике, а также большой массив общей лексики, однако сумма структурных различий всё же не позволяет встроить ишкашимский в диалектный континуум ваханского. Зебакский и сангличский, некогда распространённые на левобережье верховьев реки Пяндж на территории Афганистана, на сегодняшний день практически вышли из обихода. Согласно последним данным, сангличский сохранился речи только 100—150 носителей, а зебакский полностью вымер.

## История изучения
Первое упоминания об ишкашимском в специальной литературе появляется в конце XIX века, в широко известной работе британского лингвиста Р. Шоу «On the Ghalchah Languages (Wakhi and Sarikoli)». В ней приведён небольшой список из 116 ишкашимских слов с переводом, которые Шоу получил из вторых рук в арабской транскрипции.

Эти данные были получены в местах хождения сангличского языка, что по существу смещает ценность данной публикации в область первооткрывательской сферы, нежели непосредственно исследовательской. Четыре года спустя ишкашимский вновь упоминается в книге В. Томашека «Die Pamir-Dialekte» в 1880 году. Как и в случае Шоу, работа Томашека задевала тему ишкашимского лишь по касательной и не давала хоть сколько-нибудь завершённого описания языка, так как по существу содержала лишь общую критику транскрипции всё тех же 116 слов.

Начало систематических исследований и документации ишкашимского было положено в 1916 году, когда по возвращении из экспедиции в район Ваханского коридора британский путешественник А. Штайн решил поделиться собранными материалами с Дж. Грирсоном. В дневнике экспедиции помимо всего прочего Грирсон нашёл описание ишкашимской местности и ряд замечаний о языке людей, её населявших, включая запись текста сказки на ишкашимском и краткий словник. Сравнивая имеющиеся данные по сангличскому, зебакскому и ишкашимскому, Грирсон обнаружил между ними существенное сходство, на основании чего выдвинул гипотезу о том, что все они являются диалектами одного языка.

Несмотря на то, что в распоряжении Грирсона были данные, полученные из вторых рук, в опубликованной им в 1920 году книге «Ishkashimi, Zebaki and Yazgulyami» содержится масса ценных наблюдений. В частности, Грирсон отмечает в составе консонантизма ишкашимского церебральные [ʂ], [ʈ] и [ɭ], описывая первый, как сильно продвинутый назад вариант английского [ʃ]. В приложении к монографии Грирсон опубликовал список известных ишкашимских слов, суммировав свои собственные данные и записи из дневника экспедиции А. Штайна, положив, таким образом, начало документированию ишкашимской лексики.

В 1938 году норвежский лингвист Г. Моргенстьерне опубликовал монографию «Indo-Iranian frontier languages». В этой работе он опирается на сангличский материал, записанный не на местах, что повлекло за собой ряд неточностей и ошибок в описании языкового строя.

Одновременно с западными исследователями, российские востоковеды в начале XX века также совершали экспедиции на Памир, где собирались данные по уже известным, но не описанным или неизвестным ранее языкам. В 1914 и 1916 гг. И. И. Зарубин собирает языковой материал в Горном Бадахшане: эти записи и исследовательская работа И. И. Зарубина над ними в дальнейшем станут основой отечественной памиристики. За свою научную карьеру И. И. Зарубин успел дать детальное грамматическое и фонологическое описание шугнанского языка, более или менее полные описания других памирских языков и диалектов, среди которых был и ишкашимский. В дальнейшем целее поколение лингвистов, воспитанных И. И. Зарубиным, продолжит исследования памирских языков.

Так, во многом опираясь на его записи и наработки, В. С. Соколова опубликовала в 1953 году статью в «Очерках по фонетике иранских языков» (вып. II), в которой впервые отдельно была освещена специфика звукового строя ишкашимского. Материал для исследования был записан Соколовой пятью годами ранее в Сталинабаде. Между тем, основным направлением её работ в то время был ваханский, и специфика ишкашимского была описана Соколовой неполно.
Первое фундаментальное исследование, описывающее ишкашимский на всех языковых уровнях, было сделано Т. Н. Пахалиной частично на основе неопубликованных материалов И. И. Зарубина. Бо́льшую часть данных, однако, Пахалина почерпнула из собственных наблюдений, сделанных ею в ходе серии экспедиций в Ишкашим в 1952, 1953 и 1955 гг.. Монография «Ишкашимский язык. Очерк фонетики и грамматики, тексты, словарь» (1959) стала результатом анализа собранной информации и может считаться основополагающей для дальнейших исследований ишкашимского. Значительный массив данных, собранный за время экспедиций, позволил Т. Н. Пахалиной расширить, дополнить и в значительной степени пересмотреть итоги работы её коллег и предшественников. Для описания фонетики Т. Н. Пахалина использовала не только магнитофонные записи и детализованные транскрипции, но и палатографирование при помощи искусственного нёба.

В дальнейшем «Очерк» расширялся и дополнялся более детальным рассмотрением отдельных уровней языка. В 1983 году было опубликовано «Исследование по сравнительно-исторической фонетике памирских языков», в котором Т. Н. Пахалина даёт исчерпывающее описание общих механизмов развития фонетического строя памирских языков. Одновременно с этим другими учёными ведётся углублённое изучение лексики, фразеологии и грамматики ишкашимского. В 1998 году выходит в свет фундаментальное исследование З. О. Назаровой «Система ишкашимского глагола». Его итоги были учтены Т. Н. Пахалиной и Х. Курбановым при написании статьи об ишкашимском языке в энциклопедическом издании Института языкознания РАН «Языки мира» (серия «Языки Евразии»), для третьего и заключительного тома серии «Иранские языки». Это последняя публикация Т. Н. Пахалиной, вышедшая в 2000 году уже после её смерти, на сегодняшний день является наиболее полным и законченным описанием ишкашимского.

## Письменность
Первый проект ишкашимского алфавита был разработан Д. Карамшоевым в 1992 году, но в то время оказался невостребованным. В 2010-е годы началось издание учебной и детской литературы сразу на двух вариантах ишкашимского алфавита.
Таблица соответствия ишкашимских алфавитов:
| МФА      | Карамшоев 1992 | Латифов 2019 | Назарова, Назаров 2019 |
| -------- | -------------- | ------------ | ---------------------- |
| [a]      | А а            | А а          | А а                    |
| [b]      | Б б            | Б б          | Б б                    |
| [v]      | В в            | В в          | В в                    |
| [w]      | Въ въ          | В̌ в̌          | Ԝ ԝ                    |
| [g]      | Г г            | Г г          | Г г                    |
| [ʁ]      | Ғ ғ            | Ғ ғ          | Ғ ғ                    |
| [d]      | Д д            | Д д          | Д д                    |
| [ɖ]      | Дъ дъ          | Д̈ д̈          | Д̣ д̣                    |
| [e]      | Е е            | Е е, Э э     | Е е                    |
| [ə]      | Ь ь            | Ә ә          | Ә ә                    |
| [ʒ]      | Ж ж            | Җ җ          | Ж ж                    |
| [ʐ]      | Жъ жъ          | Ж ж          | Ж̣ ж̣                    |
| [z]      | З з            | З з          | З з                    |
| [d͡z]     | Зъ зъ          | Ц̌ ц̌          | Ӡ ӡ                    |
| [i], [ɪ] | И и            | И и          | И и                    |
| [j]      | Й й            | Й й          | Й й                    |
| [k]      | К к            | К к          | К к                    |
| [q]      | Қ қ            | Қ қ          | Қ қ                    |
| [l]      | Л л            | Л л          | Л л                    |
| [ɭ]      | Лъ лъ          | —            | Л̣ л̣                    |
| [m]      | М м            | М м          | М м                    |
| [n]      | Н н            | Н н          | Н н                    |
| [o], [ɔ] | О о            | О о          | О о                    |
| [p]      | П п            | П п          | П п                    |
| [r]      | Р р            | Р р          | Р р                    |
| [s]      | С с            | С с          | С с                    |
| [t]      | Т т            | Т т          | Т т                    |
| [ʈ]      | Тъ тъ          | Т̈ т̈          | Т̣ т̣                    |
| [u]      | У у            | У у          | У у                    |
| [ů], [ʊ] | —              | О̃ о̃          | У̊ у̊                    |
| [f]      | Ф ф            | Ф ф          | Ф ф                    |
| [χ]      | Х х            | Х х          | Х х                    |
| [t͡s]     | Ц ц            | Ц ц          | Ц ц                    |
| [t͡ʃ]     | Ч ч            | Ч ч          | Ч ч                    |
| [ʈ͡ʂ]     | Чъ чъ          | Ӵ ӵ          | Ч̣ ч̣                    |
| [d͡ʒ]     | Ҷ ҷ            | Ҷ ҷ          | Ҷ ҷ                    |
| [ʃ]      | Ш ш            | Щ щ          | Ш ш                    |
| [ʂ]      | Шъ шъ          | Ш ш          | Ш̣ ш̣                    |
| [d͡ʑ]     | Чъ Чъ          | —            | —                      |

Один из действующих вариантов ишкашимского алфавита:
| А а | Б б | В в | В̌ в̌ | Г г | Ғ ғ | Д д | Д̈ д̈ | Е е | Ё ё | Ж ж |
| Җ җ | З з | И и | Й й | К к | Қ қ | Л л | М м | Н н | О о | О̃ о̃ |
| П п | Р р | С с | Т т | Т̈ т̈ | У у | Ф ф | Х х | Ц ц | Ц̌ ц̌ | Ч ч |
| Ӵ ӵ | Ҷ ҷ | Ш ш | Щ щ | Ә ә | Э э | Ю ю | Я я |     |     |     |

## Лингвистическая характеристика

### Фонетика
Звуковой строй ишкашимского языка представлен 7 гласными звукотипами (недоступная ссылка), различающимися по ряду, подъёму и огубленности, и 32 согласными, среди которых существуют противопоставления по месту, способу образования, а также звонкости/глухости.

В квадратных скобках даётся транскрипция по МФА, без скобок — классическая иранистическая транскрипция в той модификации, которую использовала для описания звукового строя ишкашимского Т. Н. Пахалина Архивная копия от 5 марта 2014 на Wayback Machine (стр. 115—116). Здесь и далее для удобства и более широкой доступности материала статьи транскрипция будет даваться по системе МФА.

#### Вокализм
|                | Передние | Средние | Задние |
| -------------- | -------- | ------- | ------ |
| Верхний подъём | i [i]    |         | u [u]  |
| Средний подъём | е [e]    | ъ [ə]   | ů [o]  |
| Нижний подъём  | а [a]    | а [a]   | o [ɔ]  |

В ишкашимском также наблюдаются остаточные явления прямой гармонии гласных.

#### Консонантизм
|               | Губные      | Лабио- дентальные | Альвеолярные  | Пост- альвеолярные | Ретро- флексные | Палатальные | Велярные    | Увулярные   |
| ------------- | ----------- | ----------------- | ------------- | ------------------ | --------------- | ----------- | ----------- | ----------- |
| Носовые       | m [m]       |                   | n [n]         |                    |                 |             |             |             |
| Взрывные      | p b [p] [b] |                   | t d [t] [d]   |                    | ṭ ḍ [ʈ] [ɖ]     |             | k g [k] [ɡ] | q [q]       |
| Фрикативные   |             | f v [f] [v]       | s z [s] [z]   | š ž [ʃ] [ʒ]        | ś ź [ʂ] [ʐ]     |             |             | x ɣ [χ] [ʁ] |
| Аффрикаты     |             |                   | c ʓ [ts] [dz] | č Ĵ [tʃ] [dʒ]      | ċ dẓ [ʈʂ] [ɖʐ]  |             |             |             |
| Дрожащие      |             |                   | r [r]         | r [r]              | r [r]           |             |             |             |
| Аппроксиманты | w [w]       |                   | l [l]         | l [l]              | ļ [ɭ]           | y [j]       |             |             |

Тезис Т. Н. Пахалиной о смыслоразличительной роли аспирации в рамках противопоставления глухих и звонких взрывных согласных в оглушающей позиции ауслаута в ишкашимском представляется сомнительным и не подтверждается экспериментально. Одной из языковых универсалий применительно к фонетике является то, что смыслоразличительная аспирация в консонантизме любого языка мира всегда сопровождается присутствием глоттальных щелевых согласных [h] и/или [ɦ]. В ишкашимском же такого звука не просто нет — в заимствованиях из таджикского он до недавнего времени регулярно заменялся на [j] или синкопировался в зависимости от позиции ([mehmon] — [mejmon](гость), [haft] — [aft](семь) и т. п.). При этом современные тенденции развития звукового строя ишкашимского подразумевают нерегулярное, но частотное сохранение [h] в таджикских заимствованиях в речи молодых носителей языка.

Фонема и звукотип .
/ɭ/ составляет специфику ишкашимского языка и более не встречается ни в одном из памирских языков, однако с течением времени в речи носителей встречается всё реже и только в речи стариков воспроизводится на регулярной основе.

Широкий ряд ретрофлексных согласных является, по-видимому, спецификой ишкашимо-ваханского языкового союза и в подобном объёме ни в одном из памирских языков не встречается.

#### Словесное ударение
Преимущественно динамически-квантитативного типа, смыслоразличительное, разноместное.
 kɔ́ndok — род колючки, kɔndók — тянуть, рвать 

Интересный пример смыслоразличительного ударения в ишкашимском — это вторичное заимствование слова «чашка» из русского с разным местом ударения: tʃaʃká — миска, tʃáʃka — чашка.

### Морфология
В языке доминирует агглютинация с элементами аналитизма, относительно небогатая именная морфология, развитая глагольная, преобладает постфиксация, развита предложно-послелоговая система.

#### Существительное
Имя существительное в ишкашимском обладает категорией числа, выражающейся через постфиксы -ɔ́ (ɔlaχɔ́ — горы, ʃəgniɔ́ — шугнанцы) и -ə́n/-gə́n (kutʃə́n — жены, bibigə́n — бабушки). Данный словоизменительный инвентарь для категории числа в имени в целом характерен для большинства языков иранской группы. В ишкашимском суффикс -ə́n/-gə́n не вполне соответствует категории одушевлённости, как например, в фарси и сегодня преимущественно используется в именах родства за небольшими исключениями: zəmnɔkə́n — мальчики, ʂʈɔkə́n — девочки/девушки, ʒɔndʒə́n — женщины, moɭ/lokə́n — мужчины.

Падежные отношения в ишкашимском выражаются преимущественно через предлоги и послелоги. Прямое дополнение оформляется послелогом -(j)í.

Деривационные аффиксы:
- уменьшительно-ласкательный суффикс -ə́k: ʂʈɔkək — девчушка, девчонка
- суффикс, образующий абстрактные имена существительные от прилагательных -(j)í/-gí: vərzojí — высота,ʈʂətgí — детство
- суффикс со значением «вместилище» -dɔń: kɔzdɔ́n — помойное ведро
- суффикс обладания -dɔ́r: zasdɔ́r — имеющий сына.
- суффикс -bɔ́n. Образует имена со значением «охраняющий что-либо»: mərʁokbɔ́n — человек, охраняющий посевы от воробьёв.
- суффикс — zɔ́r. Образует имена со значением «изобилующий чем-либо»: ambizɔ́r — галечник.

#### Прилагательное
Формальных отличий от существительного ввиду распространённости аналитизма в определительных связях практически не наблюдается. 
Деривационные аффиксы:
- суффикс -ín — образует прилагательные от существительных со значением вещества или материала: namakín — солёный
- префикс -be — имеет значение отсутствия качества: beʃárm — бесстыжий

Примечательно, что схожим деривационным инвентарём в именных частях речи пользуется таджикский язык: бузурги́ — величие; духтара́к — девочка, дочурка; обдо́н — сосуд для воды; фляга, бачадо́р — букв. «человек с детьми», родитель; марзбо́н — пограничник, сангзо́р — место, изобилующее камнями; намаки́н — солёный; бехудо́ — безбожник, атеист. По всей видимости, этот параллелизм развился на фоне суперстратного влияния горонского говора таджикского.
Не изменяется по числам, не употребляется со служебными частями речи.

Для образования сравнительной степени используется суффикс -tа́r: vəzoktár — толще, больше. Превосходная степень образуется через редупликацию основы: ʃak-ʃak — наихудший.

#### Числительное
Собственно ишкашимскими являются только числительные от одного до девяти: u/ok/g, də(w), ro(j), tsəfúr, ponz, χol/ɭ/, uvd, ɔt, naw(//nu), остальные заимствованы из горонского говор таджикского, равно как и все порядковые числительные. Разделительные числительные образуются путём добавления суффикса -í: dəwí — по два.

#### Местоимение
Личные, возвратно-определительные и указательные субстантивные имеют три падежные формы:
- прямая, используемая в функции подлежащего и именного сказуемого.
- объектная. Служит для выражения прямого объекта и косвенного с предлогом и после изафета.
- посессивная, употребляется в качестве определения, а также при послелогах.

Для выражения третьего лица в ишкашимском используются указательные местоимения.
| Число         | Лицо    | Прямая форма | Объектная форма     | Посессивная форма |
| Единственное  | 1-e 2-e | az(i) tə     | mak fak             | mə(n) ti          |
| Множественное | 1-e 2-e | məχ(o) təmə́χ | mə́tʃəv(o) təmə́χ(əv) | mə/iʃ təmə́χ       |

Указательные местоимения делятся на субстантивные, имеющие три вышеперечисленные падежные формы, и адъективные, у которых есть прямая падежная форма и косвенная, объединяющая посессивную и объектную. Все указательные местоимения также имеют три формы удалённости субъекта от объекта — ближнюю, среднюю и дальнюю.
|                                      | Ближние | Ближние   | Средние | Средние   | Дальние | Дальние   |
| ------------------------------------ | ------- | --------- | ------- | --------- | ------- | --------- |
|                                      | ед.ч.   | мн.ч.     | ед.ч.   | мн.ч.     | ед.ч.   | мн.ч.     |
| Прямые                               | am(i)   | amɔ́nd(ɔn) | ad(i)   | adɔ́nd(ɔn) | aw(i)   | awɔ́nd(ɔn) |
| Объектные                            | man     | mánəv(ɔ)  | dan     | dánəv(ɔ)  | wan     | wánəv(ɔ)  |
| Посессивные                          | (j)im   | (j)iməv   | (j)id   | (j)idəv   | (j)i    | (j)iv     |
| Указательные адъективные местоимения |         |           |         |           |         |           |
| Прямая                               | am      | am        | ad      | ad        | a(w)    | a(w)      |
| Косвенная                            | ma      | ma        | da      | da        | w(a)    | w(a)      |

#### Глагол
Как и в других памирских языках, личные формы образуются от трёх типов основ: основы настоящего времени (ОНВ), основы прошедшего времени (ОПВ) и перфектной основы (ОПФ), исторически происходящей от формы причастия.
 ОПВ по типу образования делятся на правильные и неправильные. Правильные образуются через постфикс -(ə)d после основ с исходом на гласный или сонант и -t с исходом на глухой. 
 Образование неправильных ОПВ характеризуются чередованиями согласных в конце основы и в некоторых случаях чередованиями гласных в основе:
- s -> t: fərnis -> fərnit (забывать)
- n/mb -> vd: tsərəmb -> tsərəvd (щипать, жалить)
- fs -> vd: urɔfs -> urɔvd (стоять)
- nd -> st: vɔnd -> vost (связывать)
- r -> l(d): χar -> χol (есть)

Существует также более радикальные изменения основ: tats -> toʁd (ходить)
ОПФ образуется путём добавления к ОПВ постфикса -uk после слога с гласными верхнего подъёма и -ok после слога со всеми другими гласными. 

Лицо и число в формах ОНВ выражается добавлением личных окончаний, у форм ОПФ — подвижными показателями лица и числа, которые могут присоединяться и к другим членам предложения: wák-əm da-dwɔzdá ruz ast. «Я находился там двенадцать дней».
| Личные окончания | Личные окончания | Личные окончания | Подвижные показатели | Подвижные показатели |
| ---------------- | ---------------- | ---------------- | -------------------- | -------------------- |
|                  | ед.ч.            | мн.ч.            | ед.ч.                | мн.ч.                |
| 1-е лицо         | ́-əm              | ́-ɔn              | ́-əm                  | ́-ɔn                  |
| 2-е лицо         | ́-i               | ́-əv              | ́-it                  | ́-əv                  |
| 3-е лицо         | ́-u               | ́-ɔn              | ́-(i)                 | ́-ɔn                  |

Отрицательные формы образуются путём добавления частицы nəst к глаголам в форме прошедшего времени или частицы na ко всем остальным формам. В сложных глагольных формах частица присоединяется к смысловому глаголу.
Простые глагольные формы путём присоединения к основе личного окончания/подвижного показателя, сложные (плюсквамперфект, плюсквамперфект второго регистра и прошедшее предположительное) — через сочетание ОПФ с вспомогательным глаголом vun. Вспомогательный глагол не согласуется со смысловым по числу и лицу в плюсквамперфекте и плюсквамперфекте второго регистра, выражаясь соответственно формами прошедшего времени vəd и перфектной формой vədok. 
 В форме прошедшего предположительного вспомогательный глагол наоборот стоит в настояще-будущем времени, неся показатели лица и числа, в то время как смысловой оформлен неизменяемым перфектом.
Парадигма спряжения глагола ʁaʒ/ʁaʒd — говорить
|          | Настояще-будущее время |        |
|          | ед.ч.                  | мн.ч.  |
| 1-е лицо | ʁáʒ-əm                 | ʁáʒ-ɔn |
| 2-е лицо | ʁáʒ-i                  | ʁáʒ-əv |
| 3-е лицо | ʁáʒ-u                  | ʁáʒ-ɔn |

Употребление: настояще-будущее время выражает весь комплекс значений не-прошедшего времени. ar ruz pə Nəd ʃəm — каждый день я в Нюд хожу. Может уточняться частицами ́-(ə)s и ́-bi. Первая подчёркивает либо данный момент, либо многократность и регулярность действия: kəlɔ́-s ándərvu — [он] шьет тюбетейку-[сейчас]. В то же время частица ́-bi формирует значение будущего совершённого: sɔ́-bi tátsɔn — сейчас [они] пойдут [отсюда].
|          | Прошедшее время |         |
|          | ед.ч.           | мн.ч.   |
| 1-е лицо | ʁáʒd-əm         | ʁáʒd-ɔn |
| 2-е лицо | ʁáʒd-ət         | ʁáʒd-əv |
| 3-е лицо | ʁáʒd-(i)        | ʁáʒd-ɔn |

Выражает не маркированное кратностью и/или длительностью значение прошедшего времени.
|          | Перфект    |           |
|          | ед.ч.      | мн.ч.     |
| 1-е лицо | ʁáʒdok-əm  | ʁáʒdok-ɔn |
| 2-е лицо | ʁáʒdok-ət  | ʁáʒdok-əv |
| 3-е лицо | ʁáʒdok-(i) | ʁáʒdok-ɔn |

|          | Плюсквамперфект |               |
|          | ед.ч.           | мн.ч.         |
| 1-е лицо | ʁáʒdok-əm vəd   | ʁáʒdok-ɔn vəd |
| 2-е лицо | ʁáʒdok-ət vəd   | ʁáʒdok-əv vəd |
| 3-е лицо | ʁáʒdok-(i) vəd  | ʁáʒdok-ɔn vəd |

|          | Плюсквамперфект второго регистра |                 |
|          | ед.ч.                            | мн.ч.           |
| 1-е лицо | ʁáʒdok-əm vədok                  | ʁáʒdok-ɔn vədok |
| 2-е лицо | ʁáʒdok-ət vədok                  | ʁáʒdok-əv vədok |
| 3-е лицо | ʁáʒdok-(i) vədok                 | ʁáʒdok-ɔn vədok |

|          | Прошедшее предположительное |               |
|          | ед.ч.                       | мн.ч.         |
| 1-е лицо | ʁáʒdok vún-əm               | ʁáʒdok vún-ɔn |
| 2-е лицо | ʁáʒdok vún-i                | ʁáʒdok vún-əv |
| 3-е лицо | ʁáʒdok vún-u                | ʁáʒdok vún-ɔn |

Форма инфинитива выражается сочетанием ОНВ с суффиксом -uk после слога с гласным верхнего подъёма и -ok после всех остальных гласных. Может выполнять синтаксические функции имени существительного. В сочетании с послелогом ́-bo и вспомогательным глаголом получает значение дезидератива: misuk-bo-m vəd — я собирался спать. Без связочного элемента послелог обретает значение долженствования.

Глагольные формы в модальном отношении почти не противопоставляются, за исключением формы прошедшего предположительного времени.

Причастие настоящего времени образуется по принципу: инфинитив+ə́z: bəlavokə́z — читающий, обучающийся. Причастие прошедшего времени — ОПФ+í. Может употребляться в функции подлежащего и определения.

#### Наречие
Наречие представлено в ишкашимском сравнительно небольшим набором лексем. Среди них выделяются местоименные, вопросительные наречия, а также некоторое количество слов, не принадлежащих к данной грамматической категории, но выполняющих функции наречия в предложении. В подавляющем же большинстве случаев адвербиальную функцию выполняют существительные и прилагательные.

#### Предлогиипослелоги
Предлоги:
- pə, tar — указывают на нахождение или направление, сходны по значению с русскими «к» и «в» и «на»: pə dəraχt san! — заберись на дерево! tar da olaχɔ vek nəst — в тех горах нет воды
- far(//tɔ) — указывает на предел во времени или пространстве, аналогичен русским «до» и «по»: far vʒer na ísu
- tsə — передает значение причинности, указывают на материал изготовления, а также имеет семантику исхода, покидания, частично пересекаясь по значению с русскими «из-за», «от», «из»: tsə vərɔzɔjí mə sar ʁə́rsu — от высоты у меня голова кружится, awi cə χɔn nəʂt — он вышел из дома, tsə kəlk úsɔvd gɔχɔn — из камыша делают корзины
- kə — указывает на направление наверх или нахождение наверху; замену одного другим; инструмент действия: kə mɔʃin suvɔr koɭ — он сел на машину, məχ χi kərtʃinɔ iv-bo kə úʂ dajɔn — мы меняем кур на сено
- pəʃ — цель, назначение действия при глаголах движения; средство средство совершения действия: pəʃ menɖ oʁadok — пришёл за яблоками,

dərk pəʃ vek ʃəd — дерево унесло водой
- be — «без»: be nɔn ʃak — без матери плохо

Предлоги (кроме pəʃ, tɔ и be) в ишкашимском могут употребляться в комбинации с послелогами, уточняющими значение: qəmɔtʃ pə úsɔvd darún wed — положи хлеб в корзину.
Послелоги
в большинстве своём употребляются и в качестве именных частей речи: dʒɔ — «у», darún — «в(нутри)», rəχ … ru -«на(д)», vi/iʃ, а также bən — «под», ulɔ́ — «перед», ʈʂəpɔʂt — «позади», gərd — «вокруг», bajn — «между», sar — «на(д)», bar — «на», dəmb — «вслед за», palú — «около», gol/ɭ — «вместе с», qati — «содержащий, смешанный с чем-либо», gənik и rang — «подобно». Многие из этих послелогов встречаются в том же значении в таджикском (выделено курсивом), являясь при этом предлогами.
Послелоги bɔ и nɔ выполняют только служебную функцию и в значении знаменательных частей речи не употребляются, что сближает их с суффиксами. Первый указывает на направление или предназначение: «u-t itʃ-bɔ nəst! — ты ни к чему не годен!». Второй указывает на принадлежность təməχ-nɔ tsəmənd sar ajwɔn vəd? сколько у вас было голов скота? После имени существительного, являющегося определением к последующему имени, обретает форму nɔj.

#### Союзы
Собственно ишкашимскими являются союзы: соединительно-противительный ́-ət; соединительный ́-χɔ, указывающий на прямую последовательность действий; подчинительный союз широкого спектра значений za, вводящий придаточные предположительные, цели, определительные, временные, условные, причины; подчинительный tse, вводящий временные, условия и определительные придаточные предложения, в отличие от других союзов всегда ставится перед глаголом.
Союзы agar (если), am(m)o и lekin (но), a (однако), jo (или), am … am (и … и), na … na (ни … ни) встречаются и в таджикском. Собственно ишкашимские союзы отличаются от таджикских заимствований прежде всего слитностью произнесения с предыдущей лексемой за исключением союза tse, перед которым допустима пауза.

#### Частицы
Основной набор:
- ak/g-́ — усиливает указывающее значение, сходно по употреблению с русским «вот»: ak-ád tʃɔqu mə́-nɔ — вот этот нож — мой.
- ́-dak — выделяет ключевое слово в предложении. dʒə́k-dak pəzíni? — ты всё-всё знаешь?
- məs — числительно-присоединительная, примерно соответствует русскому «тоже». azi məs ti gol ʃəm — я тоже с тобой пойду
- ́-(ə)s — подвижная энклитическая частица, употребляющаяся:

1. Для указания на настоящий момент, а также длительность, многократность действия: kəlɔ́-s kə Sadáf-nɔj ándərvu — она шьёт тюбетейки на швейной машинке Садаф
2. При глагольной форме прошедшего времени может выражать возможное, но не совершившееся действие, а в условном предложении рядом с союзом agar или tse — выражает ирреальность; функционально сходна с русским «бы».

- -bi подвижная частица, употребляется только при формах ОНВ. Имеет широкий спектр модальных значений, придающих высказыванию оттенок категоричности, уверенности, по значению сходна с глагольной формой будущего конкретного в персидском. ajlɔq dir nəst máj-bɔ ídəv-bi — летовка недалеко, к полудню [точно] дойдёте
- ́-(j)ɔ — вопросительная частица. ti-bɔ garm nəst-ɔ — тебе не жарко?
- ɔn и nɔj — соответственно утвердительная и отрицательная частицы («да» и «нет»)
- ku — побудительная частица. ku mak-is! — а ну-ка, поди сюда!
- ma — соответствует русскому «на» при передаче объекта — ma ok tʃəlim gɔχ — на, покури немного
- a — частица, употребляемая при обращении — a Safar vek məm-bɔ iʒəm! — Сафар, принеси мне воды
- о — звательная частица. o non var aʈ kən! — мам, открой дверь

### Синтаксис
Порядок слов в предложении — преимущественно SOV, сказуемое согласуется с подлежащим в лице и числе. Определение, выраженное местоимением или количественным числительным, всегда препозитивно, в остальных случаях как препозитивно так и постпозитивно, хотя в узусе более распространена препозиция. Препозитивная определительная связь не имеет формального показателя, а постпозитивная оформлена изафетом -i у определяемого слова. Посессивные определения в случае препозиции оформляются показателем -nɔj у определяемого слова — ʂtɔ́k-noj ávzok — сердце девушки. Место обстоятельства в предложении в целом свободно.

### Лексика
Для лексического состава характерно большое количество общей с таджикским лексики, особенно среди именных частей речи. Значительная часть личных местоимений и ряд существительных также встречается и в других памирских языках, однако наряду с ними существует и широкий набор исконно ишкашимской лексики. В языке также существует относительно молодой пласт русизмов.